# 法夫里尔体育
皇家法夫里尔体育俱乐部（西班牙語：Real Club Deportivo Fabril），旧称皇家拉科鲁尼亚体育俱乐部B队（Real Club Deportivo de La Coruña B），是一支位於西班牙阿韋貢多拉科魯尼亞體育會的預備隊，目前於西班牙皇家足協丙組聯賽角逐。

## 榮譽
- 西班牙足球丙級聯賽: 2005–06, 2006–07, 2009–10

## 外部連結
- Official website （页面存档备份，存于） （西班牙文）
- Futbolme team profile （页面存档备份，存于） （西班牙文）
- Unofficial fansite （页面存档备份，存于） （西班牙文）
- Unofficial fansite #2 （西班牙文）
- Official international website （页面存档备份，存于）